# 慕容智
慕容智（650年—691年），字哲，阴山人，武周时期吐谷浑国主慕容诺曷钵的第三子，归葬凉州大都督府南山。

## 生平
慕容智於唐高宗永徽元年（650年）出生，官至云麾将军（从三品武散阶）、守左玉钤卫大将军、员外置喜王，周朝天授二年（691年）三月初二日，慕容智去世，时年四十二岁。九月初五，迁葬于凉州大可汗陵。

## 考古发现
2019年11月，在甘肃省武威市天祝县祁连镇岔山村北的山顶上发现慕容智的墓葬，内有大量珍贵文物。慕容智墓志志石侧面纵刻了两行不知名的文字，该文字与契丹大字最为接近，联系到契丹语本是基于东胡——鲜卑——乌桓语体系发展而来，且吐谷浑所用语言即为鲜卑语，两种文字在形制上的接近可能在昭示，慕容智墓志侧面的文字属于失传已久的鲜卑系文字，或称“吐谷浑文”。

## 墓志介绍

#### 墓志志盖
大周故慕容府君墓志

#### 墓志志文
大周故云麾将军守左玉钤卫大将军员外置喜王慕容府君墓志铭并序
王讳智，字哲，阴山人。拔勤豆可汗第三子也。原夫圆穹写象，珠昴为夷落之墟；方礴凝形，玉塞列藩维之固。其有守中，外沐淳和，贵诗书，践仁义，则王家之生常矣。廓青海，净湟川，率荒陬，欵缶朔，则主家之积习矣。故能爪牙上国，跨蹑边亭，控长河以为防，居盘石而作固。
灵源茂绪，可略言焉：祖丽杜吐浑可汗。父诺曷钵，尚大长公主，驸马都尉、跋勤豆可汗。王以龟组荣班，鱼轩懿戚。出总戎律，敷德化以调人；入奉皇猷，耿忠贞而事主。
有制日：慕容智，鲜山贵族，昴城豪望，材略有闻，宜加戎职，可左领军将军，俄加云麾将军，守左玉钤卫大将军。望重边亭，誉隆藩邦。西园清夜，敬爱忘疲，东阁芳晨，言谈莫倦，诚可长隆显秩，永奉宸居！岂谓齐桓之痾，先侵骨髓，晋景之瘵，已入膏肓。
天授二年三月二日，薨于灵府之官舍，春秋卌有二，即其年九月五日迁葬于大可汗陵，礼也。上悬乌兔，下临城阙，草露朝清，松风夜发。泣岘山之泪，隋悲陇水之声，咽呜哀哉！乃为铭曰：丹乌迅速，白兔苍茫，两楹流奠，二鉴经殃。崩城恸哭，变竹悲伤，一铭翠琰，地久天长。